# Писцово
Писцо́во — село (до 1 октября 2004 года — посёлок городского типа) в Комсомольском районе Ивановской области России. Административный центр Писцовского сельского поселения. Входит в Перечень исторических городов России с 2002 года.

## География
Село расположено в 21 км к северу от районного центра — города Комсомольска и в 38 км к северо-западу от областного центра — города Иванова, на автомобильной магистрали федерального значения Р132 «Золотое кольцо». Расположено в 33 верстах от Нерехты и в 35 верстах от Иваново-Вознесенска, на почтовом тракте в Шую. Через село протекает речка Чёрная, которая впадает в реку Уводь и делит село на две части: бо́льшую, торговую, и меньшую — заречную. Общий вид села живописный.
Невыгодность обработки земли и невозможность прокормиться одним земледелием (малые земельные наделы и малоплодородная почва — песчаная и глинистая) породили здесь не только плотничий отхожий промысел, но и тягу к коммерческой деятельности, ручному ткачеству, крашению и набивке ситцев. До сих пор живёт в народе поговорка: «Ест как писцовский плотник!».

## Население
| 1872  | 1897  | 1907  | 1939  | 1959  | 1970  | 1979  |
| ----- | ----- | ----- | ----- | ----- | ----- | ----- |
| 2339  | ↗2724 | ↗3410 | ↗4998 | ↗5247 | ↘4851 | ↘4570 |
| 1989  | 2002  | 2010  | 2021  |       |       |       |
| ↘4174 | ↘2873 | ↗3629 | ↗3717 |       |       |       |

По данным на 1901 год, в селе проживало 1157 человек (565 мужчин и 592 женщины) в 250 домах. По переписи 1897 года в селе насчитывалось 1190 мужчин и 1548 женщин (всего 2738 человек).
По данным на 2012 год, население Писцова составляло 4118 человек. В селе насчитывалось 123 многоквартирных и 1368 частных домовладений.

## История
Писцово — древнее русское село, история которого уходит в глубокую древность. Первое упоминание о Писцове, согласно сборнику документов Сергея Шумакова «Сотницы, грамоты и записи» (1903 г., выпуск 2), относится к 1568 году; также упоминается в историческом документе «Следственный обыск о поступках Ивана Болотникова 1618 года».
Писцово являлось дворцовым селом. Считается, что церковь Святой Троицы в селе заложил царь Иоанн Грозный. В 1660 году село с деревнями было пожаловано князю Юрию Алексеевичу Долгорукову за его победы над поляками.
13 мая 1837 года в селе побывали цесаревич Александр Николаевич (будущий император Александр II) и его наставник Василий Андреевич Жуковский, следовавшие в Кострому.
В 1841 году в Писцове открыли мужское приходское училище. В 1875 году оно было преобразовано в двухклассное училище Министерства просвещения. В 1847 году открылась почтовая станция, в 1894 году — женское училище. Значительную поддержку развитию учебных заведений оказывали купец Александр Дмитриевич Павлов, пожертвовавший здание для мужского училища, и его сын Пётр Александрович Павлов, построивший здание для женского училища в память о своём сыне.
В XVIII — начале XIX вв. в Писцове насчитывалось 10 полотняных фабрик. Купцы Рыскины и Н. А. Флягин открыли первую механическую фабрику для печатания ситцев. В 1888 году по заказу местных предпринимателей Павловых в селе была построена «Писцовская ткацкая фабрика» (насчитывавшая более 700 работников). К 1897 году фабрика перешла во владение «Товарищества мануфактуръ, основанныхъ И. И. Скворцовымъ». На фабрике имелись больница, бани, улучшенные санитарные и гигиенические условия для рабочих. После Октябрьской революции фабрики были национализированы.
До 1918 года село было волостным центром Нерехтского уезда Костромской губернии. С 20 июня 1918 года — в составе вновь образованной Иваново-Вознесенской губернии. В этот период были созданы сельские Советы.
В 1925 году село Писцово получило статус посёлка.
С 1928 года на территории Писцова началась коллективизация, в селе был создан один из первых колхозов — «Первый коллектив», позднее — колхоз им. 15 партсъезда.
В 1929 году Писцово стало центром Писцовского района, куда входило 25 сельсоветов с 204 населёнными пунктами. В 1930-е годы активно развивалась социальная инфраструктура: открывались детские сады, строились новые здания для школы, появился медпункт, позднее — больница, был открыт клуб, работали библиотека и кинотеатр.
В 1932 году Писцовский район был упразднён, образован Комсомольский район с центром в посёлке Комсомольск. Посёлок Писцово вошёл в состав Комсомольского района.
В 1938 году посёлок Писцово получил статус рабочего посёлка.
В годы Великой Отечественной войны многие жители Писцова ушли на фронт, село внесло свой вклад в победу. Память о погибших увековечена памятником воинам-землякам.
В послевоенные годы продолжалось развитие села. Были построены новые жилые дома, улучшалась инфраструктура. В 1960-е годы через Писцово была проложена новая асфальтированная дорога Шуя — Комсомольск. Проведена электрификация, позднее — газификация.
С 2002 года, согласно Федеральной целевой программе, село Писцово включено в Перечень исторических городов России.
1 октября 2004 года Писцово вновь получило статус села (посёлок городского типа был преобразован в сельский населённый пункт).
25 февраля 2005 года село Писцово стало центром Писцовского сельского поселения.
В начале XXI века бывшая Писцовская ткацкая фабрика столкнулась с экономическими трудностями. Вместе с тем, в селе появились и новые предприятия, среди которых — завод по производству компьютерной техники «Аквариус».
Продолжалось развитие социальной сферы и инфраструктуры: проводился ремонт дорог, завершались работы по газификации, построен новый фельдшерско-акушерский пункт, отремонтирован детский сад. Велись работы по реставрации храмов. Активно развивался музей села.
В 2008 году село отметило своё 440-летие, в 2013 году — 445-летие.
Во второе воскресенье июня Писцово традиционно празднует День села.

## Этимология
Издавна считалось, что название села происходит от царских писцов, поселившихся здесь. Однако слово «писец» имело несколько значений в древности:
- Писцы в Русском государстве до XVIII века — переписчики и составители рукописей и рукописных книг (книжные писцы), художники, писавшие миниатюры в рукописях и иконы (иконные писцы), низший разряд чиновников правительственных учреждений, которым заказчики платили особую пошлину — писчее[2].
- В XV — XVIII вв. — правительственные уполномоченные, назначаемые на места для описания и межевания земель. Они переписывали людей, земли, дворы, доходные статьи и т. д. с целью обложения их налогами. Эти писцы руководили также составлением писцовых книг, имели право суда и решения земельных тяжб[2].

Слово «писец» употреблялось не только как название профессии чиновников-писцов, но и в смысле писец-живописец. Имелось и употребление слова «писец» как название специалиста по краскам. Поскольку Писцово издревле было заселено писцами, писцами-мастерами своего красильного дела, существует версия, что от названия «фирменной» профессии жителей само село и могло получить наименование. Ещё одна версия утверждает, что исстари местные крестьяне занимались набивкой или писанием на ткани. Резные дощечки, которые использовали для нанесения рисунка на ткань способом набойки, назывались «писцами».

## Достопримечательности
Почти все здания, окружающие центральную площадь села, занесены в Свод памятников архитектуры и монументального искусства России по Ивановской области и представляют собой музей под открытым небом. По состоянию на 1901 год, кроме храмов, в селе имелось до 50 каменных домов, крупные торговые ряды и отдельные лавки. Выдающимися сооружениями в селе являются храмы, подробно описанные И. Ф. Токмаковым на начало XX века:
- Храмовый комплекс в Писцове

```
   *   
Храм Рождества Пресвятой Богородицы
 (1808 г.)
   *   
Храм Святой Троицы
 (XVII в.)
   *   
Храм Воскресения Иисуса Христа
 (Воскресения Христова, 1748 г.)
```

- Храм Казанской иконы Божией Матери (1911 г.)
- Памятник воинам-землякам, погибшим в годы Великой Отечественной войны[2].
- Памятник на могиле А. Д. Павлова и его супруги у церкви Рождества Богородицы[28].
- Памятный знак поэту-земляку Сергею Фёдоровичу Рыскину.

## Знаменитые уроженцы
- Ковылин, Илья Алексеевич (1731 — 1809) — деятель старообрядчества, полемист[31].
- Рыскин, Сергей Фёдорович (1860 — 1895) — русский писатель и поэт, публицист, автор сборников стихов и юмористических рассказов[31]. Его стихи «Живёт моя отрада» легли в основу популярной народной песни[2].

## Видные деятели и благотворители
В истории села заметную роль играли представители купеческих фамилий Рыскины и Павловы, владевшие фабриками и активно занимавшиеся благотворительностью, особенно в части поддержки храмов и образования.
- Павлов, Александр Дмитриевич (1836 — 1883) — купец, фабрикант, церковный староста, благотворитель, попечитель учебных заведений[33].
- Павлов, Пётр Александрович — купец, сын А. Д. Павлова, основатель ткацкой фабрики (1888), попечитель училищ[34].
- Рыскин, Харлам Васильевич — купец, церковный староста[35].
- Иван Иванович Скворцов — купец, владелец ткацкой фабрики в Писцове с конца XIX века[25].
- Павлов, Дмитрий Александрович — сын А. Д. Павлова, директор ткацкой фабрики Товарищества И. И. Скворцова[36].

## Галерея
- На въезде в село
- Центральная площадь
- Церковь Рождества Пресвятой Богородицы